# Callipia intermedia
Callipia intermedia är en fjärilsart som beskrevs av Paul Dognin 1914. Callipia intermedia ingår i släktet Callipia och familjen mätare. Inga underarter finns listade i Catalogue of Life.